# Leptalpheus forceps
Leptalpheus forceps är en kräftdjursart som beskrevs av A. B. Williams 1965. Leptalpheus forceps ingår i släktet Leptalpheus och familjen Alpheidae. Inga underarter finns listade i Catalogue of Life.